# 허항
허항(許沆, 1758년~1812년)은 조선의 무신이다. 자는 원숙(元淑)이며, 본관은 양천이다. 

## 생애
전첨사를 지낸 허수(許秀)의 아들이고, 할아버지는 공조참의에 추증된 허세보, 부인은 정부인 경주 김씨이다.
1811년 홍경래의 난이 발발하자 상중임에도 나서서 반도토벌을 하였으며, 이 공으로 가의대부에 올랐으나 전사하였다. 특명으로 허항의 아내에게 정려할 것을 명하였으며, 평안북도 정주군 표절실(表節室)에 배향 되어있다. 아들은 허즙이다.